# 3D-schaats
De 3D-schaats is een type schaats waarvan het klapmechanisme in twee richtingen kan bewegen.
Dit type schaats werd in 1999 ontwikkeld door industrieel ontwerper Maurits Homan en Hans Veldhuis met testrijders Moniek Kleinsman, Paulien van Deutekom en Erik Driessen. In een later stadium hebben onder meer Jan Maarten Heideman en Jan van Oosterom met deze schaats getest. Het idee achter de schaats is dat door een aanpassing van het klapmechanisme de schaatser langer contact met het ijs houdt en daardoor een betere afzet heeft. Het klapmechanisme klapt namelijk 10 graden omhoog, maar eveneens 14 graden naar binnen.
Hoewel de schaats in wedstrijden niet veel navolging kreeg werd de schaats door schaatsenfabrikant Raps op de markt gebracht. Op de 3D-schaats heeft Jan Maarten Heideman de alternatieve Elfstedentocht gewonnen en twee seizoenen lang de landelijke marathoncompetitie gedomineerd.